# Isi
Isi är en ort i Azerbajdzjan.   Den ligger i distriktet Lerik Rayonu, i den sydöstra delen av landet, 190 km sydväst om huvudstaden Baku. Isi ligger 100 meter över havet och antalet invånare är 186. Den ligger vid sjön Vileshchay Reservoir.
Terrängen runt Isi är platt åt nordost, men åt sydväst är den kuperad. Runt Isi är det ganska tätbefolkat, med 230 invånare per kvadratkilometer.. Närmaste större samhälle är Arkewan, 6,1 km nordost om Isi.
Trakten runt Isi består till största delen av jordbruksmark.